# Cubachelifer strator
Cubachelifer strator es una especie de arácnido del orden Pseudoscorpionida de la familia Cheliferidae.

## Distribución geográfica
Se encuentra en la República Dominicana y Cuba.